# Prionoryctes capreolus
Prionoryctes capreolus är en skalbaggsart som beskrevs av Max Quedenfeldt 1884. Prionoryctes capreolus ingår i släktet Prionoryctes och familjen Dynastidae. Inga underarter finns listade i Catalogue of Life.